# جون بيكون
جون بيكون (بالإنجليزية: John Bacon)‏ هو لاعب كرة قدم أيرلندي، ولد في 23 مارس 1973 في دبلن في جمهورية أيرلندا. شارك مع منتخب جمهورية أيرلندا تحت 17 سنة لكرة القدم ومنتخب جمهورية أيرلندا تحت 21 سنة لكرة القدم. أما مع النوادي، فقد لعب مع أردز وديري سيتي ونادي أرسنال ونادي شامروك روفرز.